# Bellville (Georgia)
Bellville es un pueblo ubicado en el condado de Evans en el estado estadounidense de Georgia. En el censo de 2000, su población era de 130.

## Demografía
En el 2000 la renta per cápita promedia del hogar era de $57,708, y el ingreso promedio para una familia era de $60,000. El ingreso per cápita para la localidad era de $19,414. Los hombres tenían un ingreso per cápita de $32,083 contra $28,750 para las mujeres.

## Geografía
Bellville se encuentra ubicado en las coordenadas 32°9′10″N 81°58′24″O / 32.15278, -81.97333 (32.152828, -81.973366).
Según la Oficina del Censo, la localidad tiene un área total de 2,5 km² (1 mi²), de la cual 2,5 km² (1 mi²) es tierra y 0 km² (0 mi²) (0.0%) es agua.